# Martin Wegelin
Martin Wegelin (* 1947) ist ein Schweizer Bauingenieur. Er ist ehemaliger Mitarbeiter der Eidgenössische Anstalt für Wasserversorgung, Abwasserreinigung und Gewässerschutz (EAWAG), Abteilung Wasser und Siedlungshygiene in Entwicklungsländern, in Dübendorf, Kanton Zürich.
Martin Wegelin arbeitet schon über 30 Jahre in der Entwicklungshilfe vor allem mit dem Ziel eine hygienische Trinkwasserversorgung die 1,1 Milliarden Menschen zu ermöglichen, die sich nach Angaben der UNO nur verschmutztes und mit Krankheitserregern verseuchtes Wasser zur Verfügung haben. Nach langer Arbeit an Kies- und Sandfiltern entwickelte er die extrem einfache Methode der Solaren Desinfektion, abgekürzt SODIS.
Diese nutzt die keimabtötende Wirkung des UV-Lichtes der Sonne, in dem das Wasser einfach in durchsichtigen Flaschen mit maximal 2 Liter Inhalt (z. B. PET-Flaschen) ans Tageslicht, z. B. auf das Dach einer Hütte, gelegt wird. Bei bedecktem Himmel nach zwei Tagen, bei voller Sonne nach 6 Stunden sind alle Krankheitserreger, etwa von Cholera, Ruhr, Hepatitis und Typhus abgetötet. Allein diese Maßnahme hat die Zahl von Durchfallerkrankungen um 50 % gesenkt. 
Die Weltgesundheitsorganisation empfiehlt seit 2001 Sodis als geeignete Methode zur Trinkwasserdesinfektion.

## Ehrungen
Für seine Arbeit erhielt er 2006 den Preis für humanitäre Leistungen des Schweizerischen Roten Kreuzes (SRK).
2012 wird er mit dem Preis der Stiftung Dr. J. E. Brandenberger geehrt.